# 天主教伊斯塔帕拉帕教區
天主教伊斯塔帕拉帕教區是墨西哥一個於2019年9月28日成立的羅馬天主教教區，屬墨西哥城總教區。
教區負責管轄伊斯塔帕拉帕，2019年時有151萬7130名教友（佔轄區總人口82.9%）。此外，教區於2019年時設75個堂區及30個準堂區，由125位司鐸管理。現任教區主教為若蘇厄·安多尼·萊爾馬-諾拉斯科。